# 芳賀力
芳賀 力（はが つとむ、1952年12月17日 - ）は、日本のキリスト教神学者。東京神学大学特任教授。同大学の第12代・14代学長を務めた。

## 経歴
神奈川県生まれ。神奈川県立湘南高等学校卒。1977年東京神学大学卒、1979年同大学院修士課程修了。1983年西ドイツ・ハイデルベルク大学神学部留学。1987年神学博士。1988年東京神学大学講師、1991年助教授、1996年教授』（組織神学）。日本基督教団東村山教会牧師、季刊『教会』（QK)編集主幹を務めた。2013年4月から東村山教会を辞任し、東京神学大学学長。
聖餐論争においては、受洗者のみが聖餐に加われる、と主張した。

## 親族
母（康）方の曾祖父は、クリスチャン政治家の武市安哉（高知県出身国会議員を経た後、ピルグリム・ファーザーズの理念を掲げ、青年を引き連れて北海道に渡り、聖園農場を開拓、聖園教会を設立）。
父（眞俊）方の祖父は、明治の国文学者、東大教授、後國學院大學学長芳賀矢一（欽定教科書などを執筆、広辞苑の作成、「ゆきはこんこ、あられやこんこ」、「我は海の子、白波の」、「七里が浜の磯づたい」など小学唱歌の作詞者）の弟に当たる芳賀眞吾で、陸軍参謀本部に務め、ドイツ、ロシアに駐留した軍人である。
父・眞俊は牧師（日本基督教団富士教会、平塚富士見町教会、豊橋東田教会）。
従兄弟に独文学者・芳賀檀（まゆみ）。
母方の従姉妹に栄養学者・倉田澄子。

## 著書
- 『自然、歴史そして神義論 カール・バルトを巡って』（日本基督教団出版局） 1991.2
- 『救済の物語』（日本基督教団出版局） 1997.4
- 『物語る教会の神学』（教文館） 1997.5
- 『大いなる物語の始まり』（教文館） 2001.5
- 『使徒的共同体 美徳なき時代に』（教文館） 2004.2
- 『思索への小さな旅』（キリスト新聞社） 2004.12
- 『洗礼から聖餐へ キリストの命の中へ』（キリスト新聞社） 2006.10
- 『歴史と伝承 続・物語る教会の神学』（教文館） 2008.7
- 『まことの聖餐を求めて』（編、教文館） 2008.9
- 『神学の小径 I 啓示への問い』（キリスト新聞社） 2008.12
- 『神学の小径 Ⅱ 神への問い』（キリスト新聞社） 2012.5
- 『落ち穂ひろいの旅支度』（キリスト新聞社） 2014.5
- 『神学の小径 Ⅲ 創造への問い』（キリスト新聞社） 2015.12

## 翻訳
- 『組織神学の根本問題』（W・パネンベルク、近藤勝彦共訳、日本基督教団出版局） 1984.3
- 『プロテスタンティズムと近代世界 2』（トレルチ、河島幸夫共訳、ヨルダン社、トレルチ著作集9） 1985.3
- 『教義学 1』（ブルンナー、熊澤義宣共訳、教文館、ブルンナー著作集2） 1997.5
- 『聖書を取り戻す 教会における聖書の権威と解釈の危機』（C・E・ブラーテン, R・W・ジェンソン、教文館） 1998.5
- 『改革教会信仰告白の神学 その教義学的特質』（ヤン・ロールス、一麦出版社） 2000.3
- 『神学のよろこび はじめての人のための「キリスト教神学」ガイド』（アリスター・マクグラス、キリスト新聞社） 2005.4
- 『聖書を読む技法 ポストモダンと聖書の復権』（エレン・デイヴィス, リチャード・ヘイズ編、新教出版社） 2007.9
- 『ジャン・カルヴァンの生涯 西洋文化はいかにして作られたか』上・下（アリスター・E・マクグラス、キリスト新聞社） 2009.10 - 2010.5
- 『キリストの仲保』（トーマス・トーランス、キリスト新聞社） 2011.5